# BBC Radio Wales
BBC Radio Wales ist das englischsprachige Hörfunkprogramm für Wales und wird von BBC Cymru Wales mit Sitz in Cardiff produziert. Es ist nicht zu verwechseln mit dem walisischsprachigen BBC Radio Cymru.
Der Sender war ursprünglich ein Regionalprogramm des landesweit ausgestrahlten BBC Radio 4 und wurde im November 1978 zum Vollprogramm ausgebaut. Es handelt sich um ein Unterhaltungsprogramm mit Nachrichten und Musik mit speziellem Schwerpunkt auf die Sportberichterstattung der walisischen Ligen. Das Programm wird 20 Stunden am Tag ausgestrahlt, nachts wird der BBC World Service übernommen.
BBC Radio Wales ist bis heute flächendeckend nur auf Mittelwelle zu empfangen (Washford 882 kHz sowie Füllsender in Penmon, Tywyn, Forden und Llandrindod Wells). Das hat den Hintergrund, dass die Mittelwelle in den 1970er-Jahren in Großbritannien sehr beliebt war und UKW damals kaum Marktdurchdringung hatte, weshalb das walisischsprachige Programm die UKW-Kette und das englischsprachige Programm die Mittelwelle erhielt. Erst in jüngerer Zeit wurden schwache UKW-Füllsender in den walisischen Metropolen aufgeschaltet, eine flächendeckende Versorgung auf UKW war jedoch weiterhin nicht gegeben, bis am 24. Oktober 2018 32 Sendestandorte von BBC Radio 3 in Wales an BBC Radio Wales abgetreten wurden.